# Статьи о Гражданской войне в США
Статьи́ о Гражда́нской войне́ в США — более 40 статей Карла Маркса о Гражданской войне 1861—1865 годов, написанных в основном в 1861—1862 годах и опубликованных в газете «Die Presse». В них с позиций исторического материализма проанализированы социально-экономические причины войны (борьба капиталистической системы северных штатов с рабовладельческой системой южных штатов, вопрос о рабстве), её характер (контрреволюционный мятеж южных штатов) и движущие силы (прогрессивные круги промышленной буржуазии и широкие народные массы северных и южных штатов против рабовладельческой олигархии южных штатов).
В статье «Гражданская война в Соединенных Штатах» Маркс отмечает причину войны: 

Современная борьба между Югом и Севером есть, следовательно, не что иное, как борьба двух социальных систем — системы рабства и системы свободного труда. Эта борьба вспыхнула потому, что обе системы не могут долее мирно существовать бок о бок на североамериканском континенте. Она может закончиться лишь победой одной из этих систем.
 и её характер: 

Война, которую ведет южная Конфедерация, является, следовательно, не оборонительной, а захватнической войной, войной за распространение и увековечение рабства.
 Статья Маркса «Гражданская война в Северной Америке» формулирует основной вопрос, вызвавший войну: 

Все движение, как это ясно видно, покоилось и покоится на вопросе о рабстве. Не в том смысле, должны ли рабы быть немедленно освобождены внутри существующих рабовладельческих штатов, а в том, должны ли 20 миллионов свободных жителей Севера и далее подчиняться олигархии 300 тысяч рабовладельцев; должны ли огромные территории республики служить основой для создания свободных штатов или стать рассадниками рабства; наконец, должна ли национальная политика Союза сделать своим девизом вооруженное распространение рабства в Мексике, Центральной и Южной Америке.
 В статье «К событиям в Северной Америке» Маркс высоко оценил прокламацию Линкольна от 22 сентября 1862 года об освобождении негров-рабов и личность самого Линкольна:

…важнейший документ американской истории со времени основания Союза…

…в истории Соединенных Штатов и в истории человечества Линкольн займет место рядом с Вашингтоном!